# Mégara (esposa de Héracles)

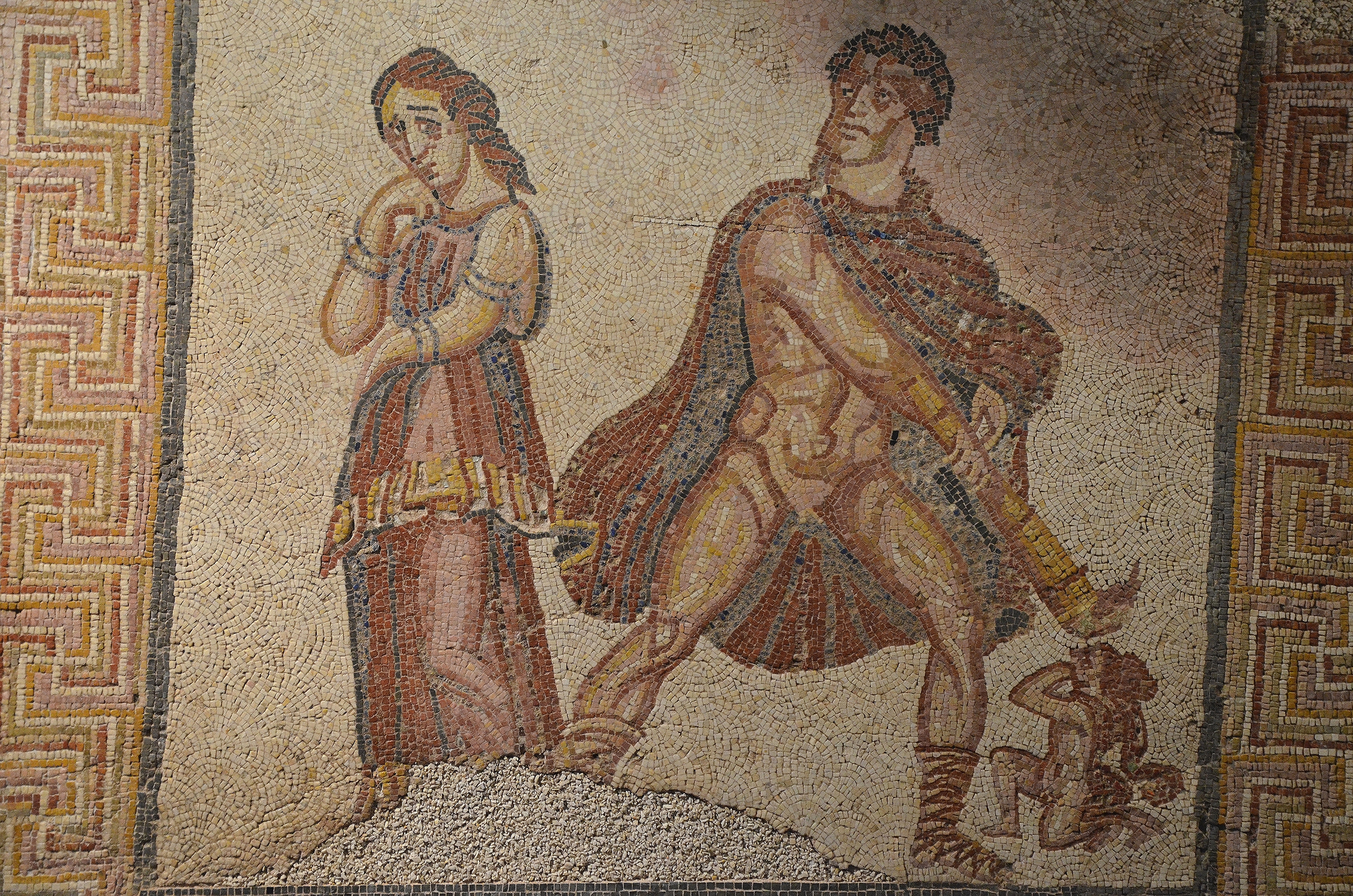
Mosaico da Villa Torre de Palma mostrando a loucura de Herácles, século III-IV AC, Museu Nacional de Arqueologia de Lisboa, Portugal.

Na mitologia grega, Mégara era a filha mais velha de Creonte, rei de Tebas. Mégara casou-se com Hércules como recompensa por livrar a cidade de Tebas de um tributo que tinha de pagar aos mínios da cidade de Orcómeno. Juntos tiveram três filhos, Terímaco, Creontíades e Deicoon. Creonte também deu sua filha mais nova em casamento a Íficles, que já tinha um filho, Iolau.
Depois da batalha contra os mínios, a ciumenta Hera fez Herácles enlouquecer e matar os próprios filhos e os dois filhos de Íficles, jogados no fogo. Segundo Pseudo-Apolodoro, Mégara, mais tarde, casou-se com Iolau, sobrinho de Herácles.
Segundo (Pseudo-)Higino, Herácles também matou Mégara. Por esta versão, foi quando Herácles estava capturando o cão de três cabeças, Cérbero, que Lico, filho de Poseidon, planejou matar Mégara e os dois  filhos e tomar o reino, mas Herácles matou Lico. Em seguida, Hera fê-lo enlouquecer e matar Mégara e seus dois filhos.
Iolau teve uma filha, Lipefilene, que se casou com Filas e teve um filho, Hipotes, e uma filha, Terão; alguns autores  supõem que Lipefilene era filha de Mégara.[carece de fontes?]